# La noche de las dos lunas
La noche de las dos lunas es una película venezolana de 2019 coescrita y dirigida por Miguel Ferrari, su segundo largometraje seis años después de que Azul y no tan rosa fuese estrenada.

## Sinopsis
En su tercer mes de embarazo, Federica descubre que el bebé que está esperando no tiene su ADN. Al acudir a la clínica donde se realizó su tratamiento de fecundación in vitro, la misma reconoce haber cometido un error intercambiando su embrión con el de otra pareja. La clínica identifica a la mujer a quien le implantaron su embrión, pero esta ha sufrido un aborto espontáneo. Federica decide continuar con su embarazo y quedarse con el bebé, pero los padres biológicos emprenderán una batalla para recuperarlo.

## Reparto
- Prakriti Maduro	...	Federica Marín
- Mariaca Semprún	...	Fabiola / esposa
- Luis Gerónimo Abreu	...	Alonso / esposo
- María Barranco	...	Eva
- Albi De Abreu	...	Ubaldo Garrido
- Juan Jesús Valverde	...	Vázquez
- María Cristina Lozada	...	Corina

## Producción
El director utiliza los colores o la composición de los planos para describir el estado mental de sus personajes (margaritas blancas en un jarrón azul frente las mismas flores azules de las dos madres) o emplea sus cuerpos de una manera expresiva y siempre de manera original, femeninos o masculinos, expuestos como una ofrenda, generosos o reproches (en cuclillas), desdibujados (el vapor a la ducha ante la transparencia de la piscina) hasta llegar al momento del nacimiento del bebé.

## Premios y nominaciones
Fue estrenada al Festival Internacional de Cine de Montreal de 2018, donde fue nominada a Grand Prix des Amériques a la mejor película, después pasó al Feferencias Málaga y ganó el premio a la mejor cinematografía del Festival de Cine Venezolano. Fue nominada al Goya a la mejor canción original.